# 阿尔赫里
阿尔赫里，是西班牙加泰罗尼亚莱里达省的一个市镇。 总面积54平方公里，总人口499人（001年），人口密度9人/平方公里。